# Albert E. Blichfeldt Høyer
Albert Emil Blichfeldt Høyer (* 8. September 1827 in Odense; † 1. Januar 1879 in Lyngby) war ein dänischer Offizier, Lehrer, Kaufmann und kommissarischer Inspektor in Grönland.

## Leben
Albert E. Blichfeldt Høyer war der Sohn des Kapitäns Søren Mauritz Fedor Høyer und seiner Frau Martha Marie Knudtsen. Er besuchte die Schule in seiner Heimatstadt Odense und ging danach in Stege in eine Kaufmannslehre. Als 1848 der Erste Schleswig-Holsteinische Krieg ausbrach, schloss Høyer sich der Armee an und wurde am 23. April 1849 in der Schlacht von Kolding verwundet. Am 9. September 1849 wurde er zum Dannebrogmand ernannt und am 26. Oktober 1849 zum Sekondleutnant befördert. Nach Kriegsende verließ er die Armee 1850 im Range eines Premierleutnants. In den folgenden Jahren war er als Hauslehrer bei seinem Schwager Hans Christian Rask, einem jüngeren Halbbruder des Sprachwissenschaftlers Rasmus Rask, angestellt, der Pastor im Niløse Sogn und im Viskinge Sogn war.
Im Alter von 27 Jahren begab er sich 1855 in Dienste von Den Kongelige Grønlandske Handel und wurde Volontär in Paamiut. 1857 wurde er nach Qaqortoq versetzt und dort im Folgejahr zum Handelsassistenten befördert. Dort heiratete er am 27. August 1858 Emma Caroline Andersen (1841–?), Tochter des Bootsführers Jens Andersen und seiner Frau Caroline Petersen. Von 1861 bis 1863 war er kommissarischer Kolonialverwalter in Qaqortoq. Anschließend sollte er kommissarisch als Kolonialverwalter in Paamiut dienen, konnte aufgrund der Eisverhältnisse sein Amt aber erst im Januar 1864 antreten. Von 1865 bis 1866 hatte er Heimaturlaub. Nach seiner Rückkehr wurde er zum Kolonialverwalter in Nuuk ernannt. Als Hinrich Johannes Rink 1868 nach Dänemark zurückkehrte, wurde Albert E. Blichfeldt Høyer kommissarisch zu seinem Nachfolger als Inspektor von Südgrönland ernannt. Kurz darauf zeigten sich jedoch Zeichen einer Geisteskrankheit, die im Sommer 1869 so stark wurden, dass er das Amt aufgeben musste. Das Inspektorenamt war anschließend bis 1870 unbesetzt. Høyer wurde in eine Nervenheilanstalt eingeliefert, die er 1870 wieder verlassen konnte. Anschließend kehrte er nach Grönland zurück, wo er als Kolonialverwalter in Appat angestellt wurde. 1874 verschlechterte sich sein mentaler Gesundheitszustand wieder und er musste das Amt wieder aufgeben. Er wurde am 1. Januar 1875 pensioniert und starb exakt vier Jahre später im Alter von 51 Jahren.